# Гитри, Саша
Саша́ Гитри́ (фр. Sacha Guitry, настоящее имя Александр Жорж Пьер Гитри, фр. Alexandre Georges-Pierre Guitry, 21 февраля 1885 года, Санкт-Петербург — 24 июля 1957 года, Париж) — французский писатель, актёр, режиссёр и продюсер. Плодовитый драматург, написал более сотни пьес и снял по некоторым из них фильмы.

## Биография
Родился в семье Люсьена Гитри, знаменитого в своё время актёра Михайловского театра в Петербурге, и Рене Дельма, дочери писателя и журналиста Рене де Пон-Жеста. Крёстным отцом был российский император Александр III; в память об этом Саша Гитри использовал в псевдониме русскую уменьшительную форму своего имени.
Гитри плохо учился в школе, что было связано с постоянными переездами его отца, зато с ранних лет начал играть в театре и писать пьесы. На создание очередной пьесы уходили порой считанные дни.

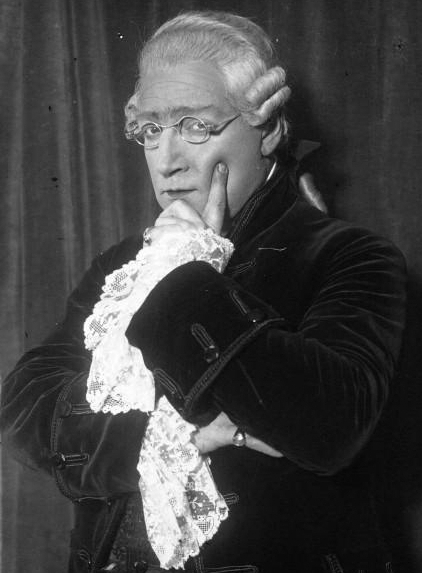
Саша Гитри в роли Гримма в собственной музыкальной комедии «Моцарт» (1926)

Несмотря на то, что первый фильм Гитри снял ещё в 1915 году, он всерьёз занялся кино с 1935 года, оценив преимущества кинематографа, сохраняющего изображение «навечно», перед театром.
В эти годы кандидатура Гитри предлагалась для избрания во Французскую академию. Гитри отказался от предложения, потому что необходимым условием для избрания был отказ от актёрской деятельности. В 1939 году стал членом Гонкуровской академии.
В период немецкой оккупации Гитри не покинул Париж. В течение четырёх лет он продолжал театральную деятельность в городе, что вызвало возмущение со стороны борцов Сопротивления. После освобождения Франции Гитри был арестован и содержался под стражей 60 дней без предъявления обвинения, после чего дело было закрыто.
Его последней, пятой, женой была актриса Лана Маркони.
Умер 24 июля 1957 года. Похоронен в Париже на кладбище Монмартр.
В 2007 году французские кинематографисты сняли художественный фильм «L’affaire Sacha Guitry» / «Дело Саша Гитри». Режиссёр — Фабрис Казнёв.

## Творчество

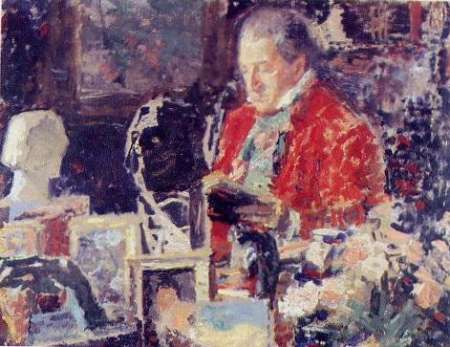
Леон Гар. Портрет Саша Гитри

Саша Гитри — автор 115 пьес и 29 киносценариев. В своем творчестве Гитри прославил «истинного галльского любовника». Среди его фильмов — «Жемчужины короны» (Les Perles de la couronne) и «Роман шулера» (Le Roman d’un tricheur). Пьесы Гитри в 1920-х годах ставились в СССР.
В 1948 году Саша Гитри снял о своем отце Люсьене Гитри художественный фильм «Актер» (Le Comédien), в котором сыграл две роли: отца и себя самого.
Критическая переоценка творчества режиссёра была вызвана переизданиями фильмов Гитри. В 2011 году парижским аукционным домом Drouot-Richelieu был проведен аукцион личных вещей Гитри, включающий более восьми сотен рукописей, рисунков, картин и фотографий. Это стало самым большим собранием материалов, касающихся Гитри со времени смерти драматурга.

## Фильмография (неполная)
- 1915 — Наши / Ceux de chez nous (документальный)
- 1919 — Муж, жена и любовник / Le mari, la femme et l’amant
- 1935 — Удачи! / Bonne chance!
- 1935 — Пастер / Pasteur
- 1936 — Новое завещание / Le nouveau testament
- 1936 — Роман обманщика / Le Roman d’un tricheur
- 1936 — Мой отец был прав / Mon père avait raison
- 1936 — Помечтаем… / Faisons un rêve…
- 1937 — Слово Камбронна / Le Mot de Cambronne
- 1937 — Дезире / Désiré
- 1937 — Жемчужины короны / Les Perles de la Couronne
- 1937 — Кадриль / Quadrille
- 1938 — Пройдём по Елисейским Полям / Remontons les Champs-Élysées
- 1939 — Жили-были девять холостяков / Ils étaient neuf célibataires
- 1941 — Удивительная судьба Дезире Клари / Le Destin fabuleux de Désirée Clary
- 1943 — От Жанны д’Арк до Филиппа Петена / De Jeanne d’Arc à Philippe Pétain
- 1943 — Подари мне твои глаза / Donne-moi tes yeux
- 1947 — Актёр, Комедиант / Le Comédien
- 1948 — Хромой дьявол / Le Diable boiteux
- 1949 — У двух голубок / Aux deux colombes
- 1951 — Отрава / La Poison
- 1952 — Я был им три раза / Je l’ai été trois fois — Жак Ренневаль
- 1953 — Жизнь порядочного человека / La Vie d’un honnête homme
- 1954 — Тайны Версаля (Если бы Версаль поведал о себе) / Si Versailles m’etait conte
- 1955 — Наполеон / Napoléon — Талейран
- 1956 — Если бы нам рассказали о Париже / Si Paris nous était conté… — король Людовик XI
- 1957 — Убийцы и воры / Assassins et voleurs
- 1957 — Трое — пара / Les Trois font la paire